# Quarantina prugnona
La Quarantina prugnona est une variété de pomme de terre à peau violette et chair blanche cultivée traditionnellement en Ligurie. Sa promotion est assurée par une association, le Consorzio della Quarantina fondée en 2000 par des agriculteurs locaux.
Sa production bénéficie du label de qualité italien : « Prodotto agroalimentare tradizionale » (produit agroalimentaire traditionnel).

## Caractéristiques
Le tubercule a une forme arrondie, irrégulière, aux yeux relativement enfoncés.
La peau, lisse, est de couleur prune-violet tachetée de blanc crème.
La chair, à grain fin, non farineuse, a une couleur blanche.
Elle est classée dans le groupe culinaire A-B (pommes de terre à chair ferme se tenant bien à la cuisson).

## Origine
Le terme quarantina (quarantaine) s'applique généralement aux variétés les plus adaptées à un cycle cultural court, tandis que le qualificatif prugnona (de prugna, prune) se réfère à la couleur de la peau.
Les témoignages les plus anciens qui nous sont parvenus indiquent que la culture de cette variété à val d'Aveto remonte à l'année 1910, mais étant donné que cette variété est la génitrice de la Quarantina bianca genovese, sa date d'introduction est probablement antérieure.
C'est une variété très similaire par ses caractéristiques à la variété anglaise 'Fortyfold', ainsi qu'à la variété catalane 'Bufet Negre'. Sa production était répandue autrefois sur le plateau de Marcarolo. Par la suite, elle a été récupérée et promue par le Consorzio della Quarantina.

## Synonymes
- Prugnona,
- Brügnœa,
- Brügnun-a,
- Quarantina Rossa,
- Quarantina vera.

## Utilisations
En cuisine, cette pomme de terre est utilisée pour accompagner certains types de mets comme la daube, le ragoût ou le bœuf à l'étouffée. Son goût est particulièrement mis en valeur si on la fait cuire à la vapeur avec la peau.

## Fêtes
- Sagra della patata à Roccatagliata (valle Fontanabuona), l'avant-dernier dimanche d'août ;
- Festa della Quarantina à Còsola (val Borbera), le premier dimanche de septembre ;
- Sagra della patata e festa della Quarantina à Rovegno (val Trebbia), le premier dimanche d'octobre.

## Variétés de pommes de terre traditionnelles de Ligurie
- Cabannese
- Cannellina nera
- Morella
- Quarantina gialla
- Quarantina bianca genovese